# تدبير الثلاسيميا
يعتمد تدبير الاضطراب الدموي الموروث المسمى بالثلاسيميا على مستوى شدته. يقتصر التدبير غالبًا على النصح والإرشاد في الحالات الخفيفة، بينما قد يشمل العلاج في الحالات الأشد كلًا من نقل الدم والعلاج بالاستخلاب لمعاكسة فرط الحديد باستخدام الأدوية مثل الديفيروكسامين والديفيريبرون والديفيراسيروكس، وهي أدوية تحوي مضاد الأكسدة «إنديكاكسانتين» الذي يمنع تحطم الهيموغلوبين، أو زراعة نخاع العظم باستخدام مواد مأخوذة من معط موافق أو من والدة المريض. قد يكون استئصال الطحال إجراءً علاجيًا مساعدًا ينقص الحاجة إلى نقل الدم لدى المصابين بالثلاسيميا الكبرى أو الوسطى، لكن لا يوجد دليل موثوق حاليًا في التجارب السريرية يؤكد تأثيراته. يُعد المسح السكاني إجراءً ناجحًا بعض الشيء في الوقاية من المرض.

## مستويات شدة المرض
- الثلاسيميا الخفيفة: لا يحتاج المصابون بخلة الثلاسيميا الخفيفة إلى رعاية طبية أو متابعة صحية بعد التشخيص البدئي. يجب تحذير المصابين بخلة الثلاسيميا بيتا من احتمال اختلاط تشخيصهم مع فقر الدم الشائع بعوز الحديد. يُنصح المرضى بتجنب العلاج التجريبي بالحديد، إلا أن عوز الحديد قد يظهر خلال الحمل أو نتيجة النزف المزمن. تُستطب الاستشارة الطبية لدى جميع الحاملين لاضطراب جيني خاصةً عندما تكون العائلة معرضةً للإصابة بالشكل الشديد القابل للوقاية.[2]
- الثلاسيميا الشديدة: يحتاج المصابون بالثلاسيميا الشديدة إلى العلاج الطبي، ويمثل نظام نقل الدم الإجراء الفعال الأول لإطالة فترة الحياة.[3][4]

## الأدوية
يتراكم الحديد تدريجيًا في أجسام المصابين بالثلاسيميا بمستويات مرتفعة، وهذا قد ينجم عن المرض ذاته نتيجة عدم قدرة الهيموغلوبين الشاذ على دمج ما يكفي من الحديد بشكل ملائم ضمن بنيته، أو عن كثرة وحدات الدم المنقولة للمريض. يسبب فرط حمل الحديد العديد من الاختلاطات الكيميائية الحيوية.
تشترك مادتان أساسيتان في نقل الحديد وتخزينه في الجسم، وهما الفيريتين والترانسفرين. يُوجد بروتين الفيريتين ضمن الخلايا ويرتبط بالحديد ثنائي التكافؤ ليخزنه على شكل حديد ثلاثي التكافؤ ويحرره في الدم عند الحاجة، بينما يعمل الترانسفرين على نقل الحديد، إذ يحمله عبر مجرى الدم مقدمًا هذا المعدن إلى الخلايا بآلية الإدخال الخلوي. يملك الترانسفرين نوعيةً عاليةً للحديد ثلاثي التكافؤ، ويرتبط معه بثابت توازن يبلغ 10-23 مول-1 في وسط تبلغ درجة حموضته 7.4.
تسبب الثلاسيميا زيادة كمية الحديد غير المرتبط مع الترانسفرين في الدم لأن الأخير يكون قد بلغ الإشباع التام. يملك هذا الحديد الحر تأثيرات سميةً على الجسم لأنه يحفز تفاعلات تولد جذور هيدروكسيل حرةً. قد تسبب هذه الجذور فوق أكسدة الليبيد للعضيات الخلوية مثل الجسيمات الحالة والمتقدرات وأغشية الشبكة الهيولية العضلية. يؤدي ذلك إلى تفاعل بيروكسيدات الليبيد مع الجزيئات الأخرى لتشكيل روابط متصالبة، وبالتالي تسبب عيبًا في الأداء الوظيفي لهذه المركبات أو تلغي فعاليتها تمامًا. يمكن علاج فرط حمل الحديد بالاستخلاب، وتشمل أشيع الأدوية المستخدمة ضمن هذا العلاج الديفيروكسامين والديفيريبرون والديفيراسيروكس.

### الديفيروكسامين

#### البنية والتناسق الكيميائي
دواء ديفيروكسامين -الذي يُعرف أيضًا بديفيروكسامين ب و«دي إف أو-ب»- حمض ثلاثي الهيدروكسامين تنتجه البكتيريا الشعاوية المتسلسلة الشعراوية. يربط هذا الدواء الحديد منقصًا من تفاعلاته السمية المحرضة بالمعدن غير المرتبط، ويخفض أيضًا من قبط الأنسجة للحديد. يؤدي الديفيروكسامين هذه الأدوار عبر تأثيره على رابطة استخلاب الحديد السداسية المسننة، إذ ترتبط بجميع مواقع التنسيق الستة على الحديد غير المرتبط بالترانسفرين مؤديةً على تعطيله بفعالية.
يكون الديفيروكسامين نوعيًا غالبًا للحديد ثلاثي التكافؤ، ويشكل روابط تناسقية مع هذه الشاردة باستخدام ذرات الأكسجين الموجودة في مجموعات الهيدروكسيل والكربونيل المتعددة ليشكل بنيةً تدعى فيريوكسامين. يُطرح أغلب هذا المركب المتشكل عبر الكليتين لأنه منحل في الماء، وقد يُطرح ثلثه مع البراز ضمن المادة الصفراوية.

#### الإعطاء والتأثيرات
يُعطى الديفيروكسامين بالطريق الوريدي والعضلي أو الحقن تحت الجلد. لا يمكن إعطاء الدواء فمويًا لأنه يُستقلب سريعًا بواسطة الإنزيمات ويُمتص بصعوبة من السبيل الهضمي. يمثل الإعطاء عبر الحقن أحد المآخذ على الديفيروكسامين لأنه يصعب التزام المرضى بالعلاج بسبب الأعباء المالية والعاطفية التي يعانون منها. ثبت أن هذا الدواء يعالج العديد من الاختلاطات السريرية والأمراض الناجمة عن فرط حمل الحديد، ويحمل تأثيرات إيجابيةً على الأمراض القلبية مثل داء العضلة القلبية الذي ينجم عن تراكم الحديد في القلب، ويحسن الوظيفة الكبدية عبر إيقاف تطور التليف الكبدي الناجم أيضًا عن تراكم الحديد ضمن الكبد.
يؤثر الديفيروكسامين أيضًا على وظائف الغدد الصماء ونموها. تشمل اضطرابات الغدد الصماء في مرضى الثلاسيميا فرط حمل الحديد الذي يتداخل مع إنتاج عامل النمو الشبيه بالأنسولين، إضافةً إلى تحريض قصور الغدد التناسلية، وكلاهما يسببان ضعف النمو خلال مرحلة البلوغ. أظهرت إحدى الدراسات أن 90% من المرضى المعالجين بالديفيروكسامين بانتظام منذ طفولتهم يملكون مخطط نمو طبيعي خلال مرحلة البلوغ، بينما انخفضت النسبة إلى 38% لدى الموضوعين على جرعات منخفضة من الدواء منذ مرحلة المراهقة. يواجه مرضى الثلاسيميا اضطرابًا آخر في الغدد الصماء يتمثل في الداء السكري الذي ينجم عن فرط حمل الحديد في البنكرياس ما يعيق إفراز الأنسولين. أظهرت الدراسات انخفاض خطورة تطور السكري لدى المرضى المعالجين بالديفيروكسامين بانتظام.

#### التأثيرات الجانبية
قد يؤدي الديفيروكسامين إلى تأثيرات جانبية سمية في الجرعات التي تزيد عن 50 مغ/كغ من وزن الجسم، وقد تشمل هذه التأثيرات اضطرابات سمعيةً وبصريةً وسميةً رئويةً وانسمامًا عصبيًا حسيًا وتغيرات في الوظيفة الكلوية. يُعد تدهور النمو الخطي أحد الاضطرابات المشاهدة عند الأطفال المعالجين بالدواء، إذ قد يعاني المريض من قصر القامة بسبب استخلاب الدواء للمعادن الأخرى (المغايرة للحديد) والتي تؤدي دورًا في النمو الطبيعي. يملك الديفيروكسامين ثابت ألفة يساوي 1031 للحديد ثلاثي التكافؤ و1014 لشاردة النحاس و1010 لشاردة الزنك، لذا قد يشكل روابط تناسقية مع الزنك والنحاس عند انخفاض مستويات الحديد المتاحة للاستخلاب. يحتاج الجسم إلى الزنك لضمان الأداء الطبيعي للعديد من الإنزيمات الفلزية التي تشترك في تشكيل العظام. قد يسبب استخلاب الزنك عوز الزنك في الجسم ما يقود إلى انخفاض معدل النمو ونقص تشكل الكولاجين وسوء تمعدن العظام.
يؤدي النحاس دور عامل مساعد إنزيمي في تشكيل العظام، وقد يؤدي استخلابه إلى عوز النحاس، وهذا بدوره يقود إلى انحناء الكردوس وهشاشة العظام. من الأمثلة على ذلك تشكل الكولاجين الشاذ عند عوز النحاس بسبب سوء عمل إنزيم ليسيل أكسيداز الذي يمثل النحاس عامله المساعد المحفز لخطوة نزع الأمين بالأكسدة، وهي خطوة مهمة في الربط المتصالب للكولاجين.
أظهرت الدراسات وجود نقص معدني في كردوس العظام رغم وجود مستويات طبيعية من النحاس والزنك في مصل الدم لدى المرضى المعالجين بالديفيروكسامين. قد تعود التأثيرات الجانبية للديفيروكسامين على النمو الخطي إلى التراكم المفرط للدواء في النسج وتداخله مع الإنزيمات المعتمدة على الحديد التي تشترك في تعديل الكولاجين التالي للترجمة المورثية. أظهر المرضى المتناولون للمتممات الغذائية الحاوية على فيتامين سي تحسنًا في إطراح الحديد بواسطة الديفيروكسامين. يحدث هذا نتيجة زيادة انتشار الحديد بتأثير الفيتامين سي، وبالتالي تزداد قدرة الدواء على الوصول إليه. لكن بالمقابل، قد يزيد الفيتامين سي من شدة الانسمام بالحديد عبر تحريض تشكل الجذور الحرة، لذا يجب ألا تتجاوز الكمية المأخوذة منه 100 مغ بعد 30 دقيقة إلى ساعة من إعطاء الديفيروكسامين. ثبت أن العلاج المشترك بين الديفيروكسامين والديفيريبرون يزيد فعالية الاستخلاب ويضاعف إطراح الحديد.